# Poświątne (Zembrów)
Poświątne – kolonia wsi Zembrów w Polsce, położona w województwie mazowieckim, w powiecie sokołowskim, w gminie Sabnie.
W latach 1975–1998 Poświątne administracyjnie należało do województwa siedleckiego.